# الوی آسورین
الوی آسورین (انگلیسی: Eloy Azorin؛ زاده ۱۹ فوریهٔ ۱۹۷۷) یک بازیگر اهل اسپانیا است.
او در فیلم عشق دیوانه‌وار و سریال تلویزیونی بیمارستان مرکزی بازی کرده است.